# Viola raunsiensis
Viola raunsiensis är en violväxtart som beskrevs av Wilhelm Becker och Kosanin. Viola raunsiensis ingår i släktet violer, och familjen violväxter. Inga underarter finns listade i Catalogue of Life.